# Jean-Pierre Petit

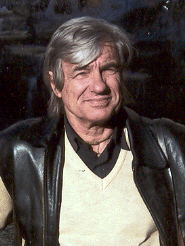
Jean-Pierre Petit 2004

Jean-Pierre Petit (* 5. April 1937 in Choisy-le-Roi) ist ein französischer Astrophysiker und populärwissenschaftlicher Autor.
Petit erwarb 1961 seinen Abschluss als Ingenieur bei der École nationale supérieure de l'aéronautique et de l'espace (ENSAE, Supaero). Danach arbeitete er an französischen Interkontinentalraketen, die von U-Booten abgeschossen werden sollten. Ab 1965 war er am Institut für Strömungsmechanik (IMFM) des CNRS in Marseille und befasste sich mit experimenteller Magnetohydrodynamik (MHD), unter anderem für Beschleunigung und Kontrolle aerodynamischer Strömung (Vermeidung von Stoßwellen) für Flugzeuge und Stromerzeugung (MHD-Generatoren). 1972 wurde er bei Evry Schatzman promoviert. 1974 wandte er sich der Astrophysik zu am Observatoire de Marseille, betrieb aber bis in die 1980er Jahre weiter Ingenieurforschung zu MHD. 1977 bis 1983 war er Ko-Direktor des Rechenzentrums der Universität der Provence Aix-Marseille I. 2003 ging er beim CNRS in den Ruhestand.
Er ist bekannt für populärwissenschaftliche Comic-Bücher, die er seit 1979 veröffentlicht, in Französisch insgesamt 18 Titel, namentlich die Reihe "Die Abenteuer des Anselm Wüßtegern" (franz. "Les aventures d'Anselme Lanturlu").
Verschiedene unkonventionelle Ansichten brachten Petit auch Kritik ein. So hält er den Besuch von Außerirdischen für einige UFO-Phänomene für möglich (er gründete die Organisation UFO Science) und spekulierte über geheimgehaltene Projekte der US-Streitkräfte mit MHD-Antrieben von Flugzeugen und Waffen mit Antimaterie.
Petit entwickelte in der Kosmologie (Janus-Modell genannt) eine bimetrische Theorie der Gravitation, in der Feldgleichungen für positive und negative Massen gekoppelt sind (für positive Massen reduzieren sie sich auf die Feldgleichungen der Allgemeinen Relativitätstheorie). Das Modell hinter seinen Gleichungen sind zwei Zwillingsuniversen mit entgegengesetzten Zeitpfeilen und Ursprung in einer gemeinsamen Singularität, die gravitativ wechselwirken und über CPT-Symmetrie verbunden sind. Ein ähnliches Modell untersuchte schon Andrei Sacharow (und bimetrische Modelle schon Nathan Rosen in den 1940ern) und Petit befasst sich damit seit 1977. Teilchen mit Massen entgegengesetzten Vorzeichens stoßen sich nach Petit ab und ziehen sich bei gleichem Vorzeichen an, was nach ihm das Runaway Problem löst, das gewöhnlich als ein Hauptargument gegen negative Massen angeführt wird (Hermann Bondi 1957).  Seine Theorien sagen auch eine Variation fundamentaler Naturkonstanten voraus. Er sieht darin eine Erklärung für die beschleunigte Expansion des Universums. Sein Janus-Modell ist allerdings auf wenig Resonanz gestoßen und wurde vom bekannten französischen Astrophysiker Thibault Damour heftig kritisiert (physikalisch und mathematisch inkohärent bzw. widersprüchlich). Ursache ist nach Damour letztlich, dass aus den Feldgleichungen von Petit (jeweils für Materie positiver und negativer Masse) zwei Bianchi-Identitäten mit zugehörigen Erhaltungssätzen folgen.